# Alicia Witt
Alicia Roanne Witt (Worcester (Massachusetts), 21 augustus 1975) is een Amerikaanse actrice.

## Biografie
Witt werd ontdekt door David Lynch toen ze in 1980 te zien was in That's Incredible!. Hij gaf haar een rol in zijn film Dune (1984). Witt verliet Hollywood meteen hierna om weer naar school te gaan. Ze kreeg haar diploma toen ze veertien was en ging, samen met haar moeder Diana, weer naar Hollywood. Lynch creëerde de rol van Gersten Hayward voor haar in de serie Twin Peaks. Ook gaf hij haar een gastrol in Hotel Room.
In 1994 kreeg ze haar eerste hoofdrol in de film Fun. Hiervoor ontving ze een prijs op het Sundance Film Festival en werd ze ook genomineerd bij de Independent Spirit Awards. Madonna zag deze film en zorgde ervoor dat ze een rol kreeg in de film Four Rooms.
Ze was daarna drie jaar in de serie Cybill te zien. Ze was rond deze tijd ook te zien in de films Mr. Holland's Opus (1995), Citizen Ruth (1996) en Bongwater (1997).
Nadat Cybill stop werd gezet, verscheen Witt in 1998 in de film Urban Legend. Vanaf de jaren 00 zakte haar bekendheid af. Haar rollen waren maar gering en anders waren het B-films.
Haar comeback kwam in 2002, toen ze te zien was in de romantische komedie Two Weeks Notice. Ook had ze een hoofdrol in The Upside of Anger (2005). In 2007 speelde ze een hoofdrol in de thriller 88 Minutes.

## Filmografie
- 1984: Dune
- 1991: Liebestraum
- 1993: Bodies, Rest & Motion
- 1994: Fun
- 1994: The Disappearance of Vonnie
- 1995: Four Rooms
- 1995: Mr. Holland's Opus
- 1996: Citizen Ruth
- 1997: Bongwater
- 1998: Urban Legend
- 1999: Gen 13
- 1999: The Reef
- 2000: Playing Mona Lisa
- 2000: Cecil B. DeMented
- 2001: Ten Tiny Love Stories
- 2001: Vanilla Sky
- 2002: American Girl
- 2002: Two Weeks Notice
- 2004: Girls' Lunch
- 2004: Ring of the Nibelungs
- 2005: The Upside of Anger
- 2006: Last Holiday
- 2007: Blue Smoke (tv)
- 2007: 88 Minutes
- 2011: Law & Order C.I (tv)
- 2015: The Walking Dead (tv)
- 2016: Six LA Love Stories
- 2017: The Bronx Bull
- 2018: Mississippi Requiem
- 2018: Spare Room
- 2020: I Care a Lot
- 2020: Modern Persuasion
- 2021: Fuzzy Head
- 2022: Alice
- 2024: Longlegs